# Augochlora engys
Augochlora engys là một loài Hymenoptera trong họ Halictidae. Loài này được Vachal mô tả khoa học năm 1911.